# سیارک ۹۰۴۴۷
سیارک ۹۰۴۴۷ (به انگلیسی: 90447 Emans، نامگذاری:2004BB109) نود هزار و چهارصد و چهل و هفتمین سیارک کشف شده‌است که در ۲۸ ژانویه ۲۰۰۴ کشف شد.